# 남현욱
남현욱(2004년 2월 23일 ~ )은 대한민국의 축구 선수로, 포지션은 센터백이다. 현재 K리그2 부천 FC 1995 소속이다.